# 巴索夫號緝私艦

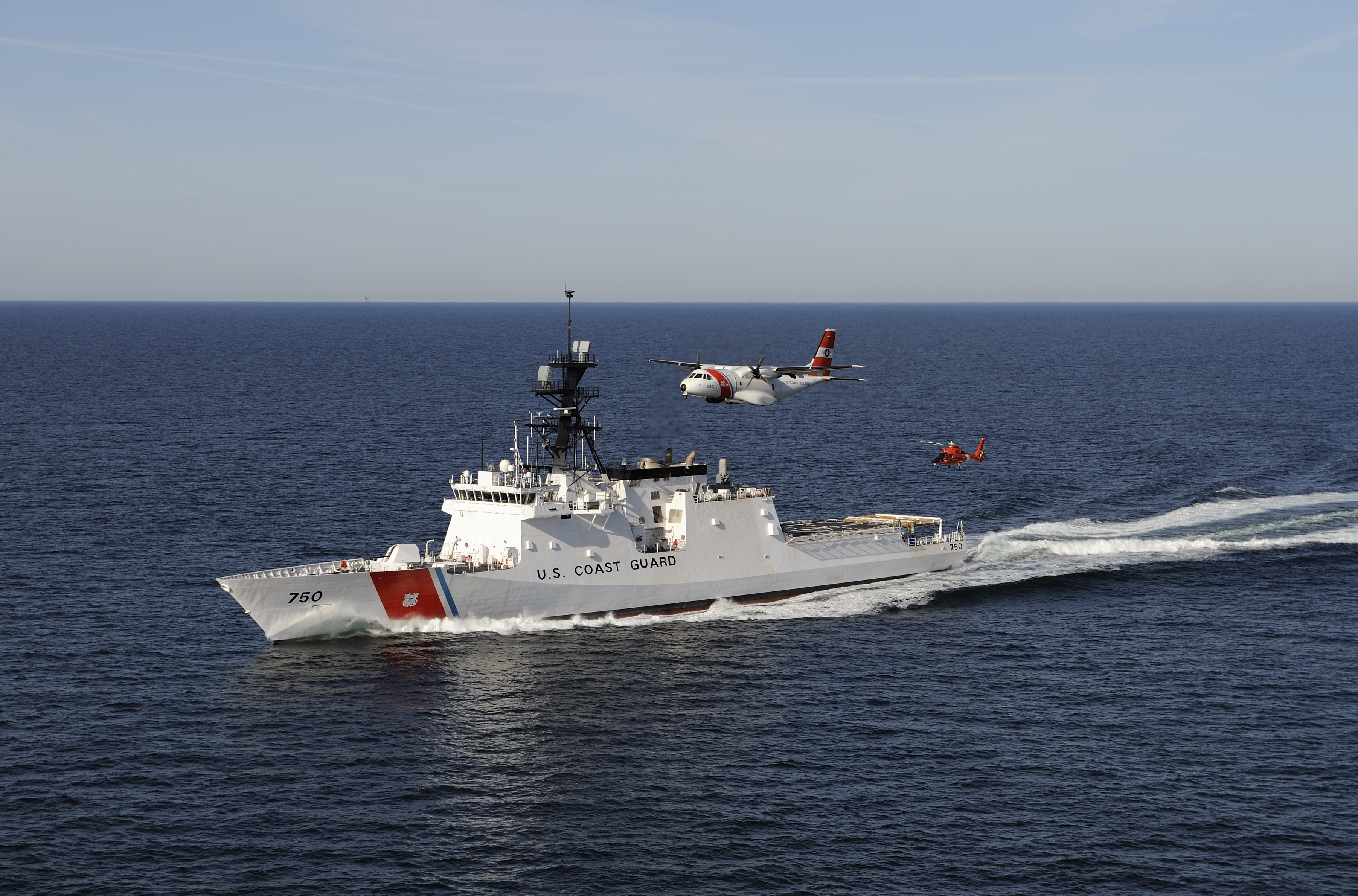
正與HC-144海洋哨兵及MH-65 海豚直升機進行聯合演練的巴索夫號

巴索夫號巡防艦（USCGC Bertholf WMSL-750）是一艘隸屬於美國海岸防衛隊的大型海巡艦（Cutter），是一系列傳奇級（Legend Class）遠洋巡防艦（National Security Cutter, NSC）中的一號艦。於2005年3月29日起造，2008年8月4日正式服役的巴索夫號是以第四任美國海岸防衛隊司令、艾爾沃斯·巴索夫（Ellsworth P. Bertholf）准將命名，母港為加州阿拉米達。
巴索夫號與其他傳奇級的姊妹艦，在分級上屬於大型海上保安艦（Maritime Security Cutter, Large）等級，因此使用「WMSL」字首的艦身編號，主要功能為擔任美國海岸防衛隊各遠洋巡護區之指揮艦(旗艦)。2005年起在諾斯洛普·格魯曼造船系統（Northrop Grumman Ship Systems, NGSS）位於密西西比州帕斯卡古拉的英戈爾斯造船廠起造，是美國海岸防衛隊一個稱為整合深水系統（Integrated Deepwater System, IDS，或常簡稱為「深水計畫」）的25年設備汰換計畫的一環，以取代老舊的漢米爾頓級緝私艦（Hamilton-class）。排水量屬4500噸級，船長127.4公尺（418呎），最高航速可達28節，雖然是艘海巡艦但尺碼並不會比海軍使用的巡防艦或甚至驅逐艦遜色。
巴索夫號主要的武裝是一具安裝在艦首處、由自動砲火控制系統所操作的Mk 110艦炮，具有在海上遠距離射擊走私船的能力以達到喝阻效果。除此之外，遠較一般同類艦隻大上許多的艦尾甲板，能夠容納並提供兩架大型的HH-65海豚式直昇機（MH-65C Dolphin MCH，MH-65C海豚式多功能海防艦載直昇機）起降，該型直昇機擁有比一般海岸防衛隊艦載直昇機還強大的武裝火力，也連帶提升了巴索夫號的總體戰力。在巴索夫號的艦尾，設有可發射與回收高速橡皮艇用的艦尾坡道，這也是海岸防衛隊的巡防艦中第一艘使用此設計的範例。
巴索夫號上編制有113名乘員（包含14名軍官）。首任艦長是約翰·普萊斯上校（John F. Prince, CAPT）。

## 圖片集

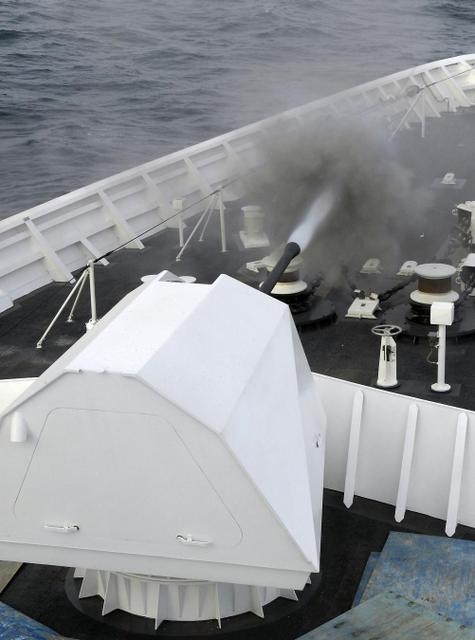
USCGC Bertholf 上的 MK110 57 毫米火砲試射。
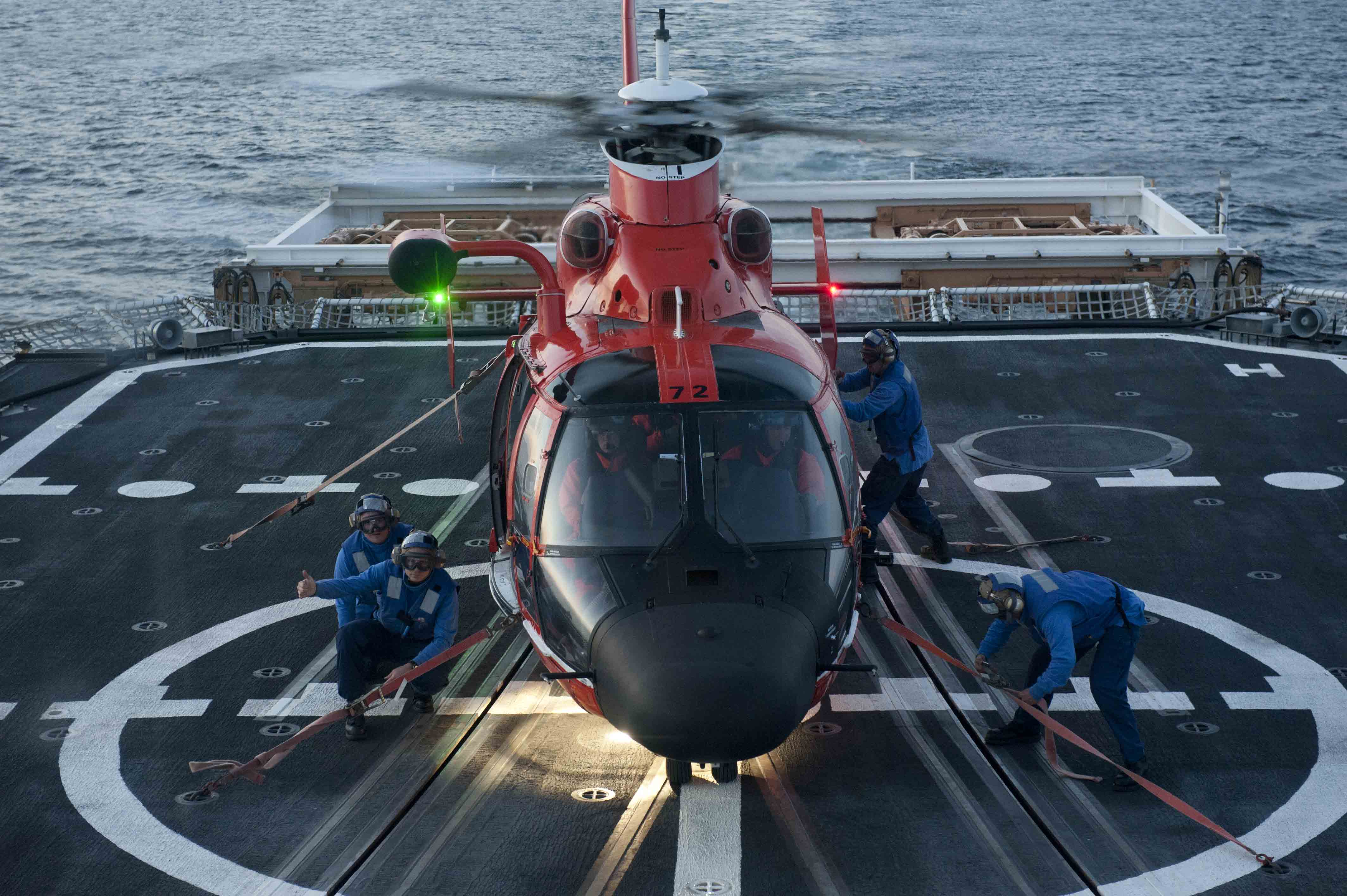
Bertholf 上的駕駛艙機組人員繫住一架MH-65 海豚直升機。
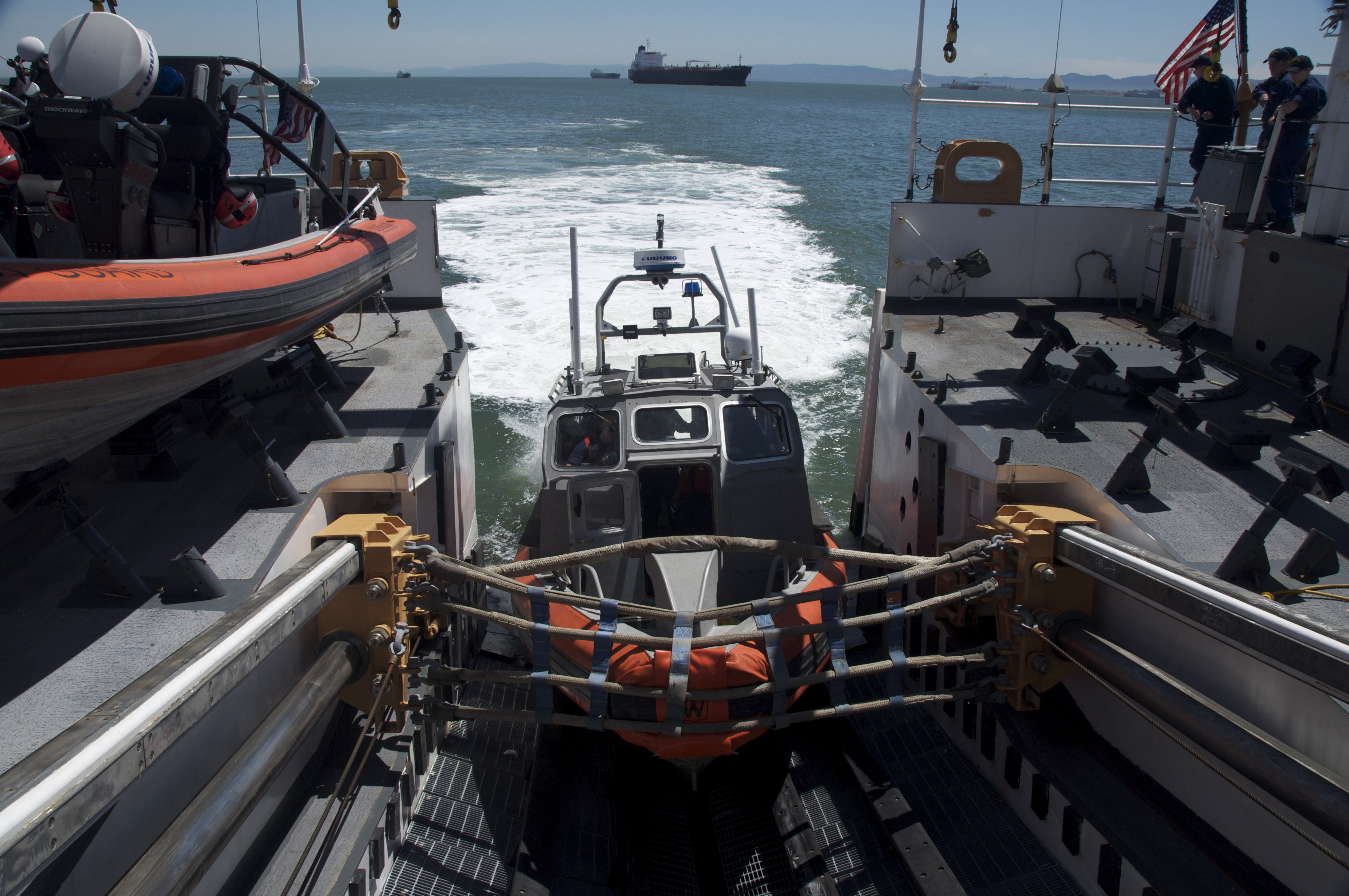
一艘長程攔截快艇（英语：Long Range Interceptor）（LRI）正在登上位於巴索夫號艦尾的快速回收坡道。
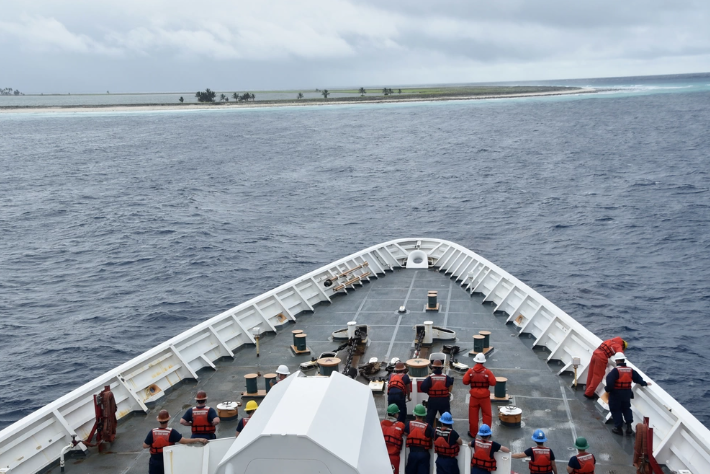
接近克利珀頓島。

## 外部連結
- 巴索夫號官方網頁 （页面存档备份，存于）（美國海岸防衛隊）（英文）